# Сидар Ки (Флорида)
Сидар Ки (енгл. Cedar Key) град је у америчкој савезној држави Флорида. По попису становништва из 2010. у њему је живело 702 становника.

## Демографија
Према попису становништва из 2010. у граду је живело 702 становника, што је 88 (11,1%) становника мање него 2000. године.
| Група             | 2000.       | 2010.       |
| Белци             | 762 (96,5%) | 678 (96,6%) |
| Афроамериканци    | 1 (0,1%)    | 9 (1,3%)    |
| Азијати           | 2 (0,3%)    | 0 (0,0%)    |
| Хиспаноамериканци | 12 (1,5%)   | 10 (1,4%)   |
| Укупно            | 790         | 702         |